# Another Day (canção de U2)
"Another Day" foi o primeiro single da banda irlandesa U2 e foi lançado em 26 de fevereiro de 1980, logo depois do lançamento do seu primeiro EP, U2 3, e antes da estreia do seu primeiro álbum, Boy. A canção foi lançado apenas na Irlanda.

## Lista de faixas
| N.º | Título                      | Duração |  |
| 1.  | "Another Day"               | 3:24    |  |
| 2.  | "Twilight" (Single Version) | 4:35    |  |